# Dolichos filifoliolus
Dolichos filifoliolus är en ärtväxtart som beskrevs av Bernard Verdcourt. Dolichos filifoliolus ingår i släktet Dolichos och familjen ärtväxter. Inga underarter finns listade i Catalogue of Life.